# Strepsichordaia caliciformis
Strepsichordaia caliciformis är en svampdjursart som först beskrevs av Carter 1885.  Strepsichordaia caliciformis ingår i släktet Strepsichordaia och familjen Thorectidae. Inga underarter finns listade i Catalogue of Life.